# 穆哈马达巴德
穆哈马达巴德（Muhammadabad），是印度北方邦Mau县的一个城镇。总人口21385（2001年）。

## 人口
该地2001年总人口21385人，其中男性11073人，女性10312人；0—6岁人口4184人，其中男2191人，女1993人；识字率60.57%，其中男性为67.46%，女性为53.16%。